# 삼론현의
《삼론현의》(三論玄義)는 수나라(隋: 581~618)의 삼론종(三論宗)을 대성(大成)한 가상대사(嘉祥大師) 길장(吉藏: 549~623)의 저서로, 597년경에 저술되었다고 한다. 《중론》(中論)·《백론》(百論)·《십이문론》(十二門論)의 삼론의 요점을 모은 책이다. 불교 역사 연구에 중요한 자료이다.

## 개요
길장은 남북조 시대(南北朝時代: 420~589)의 삼론 연구를 계승하여 조직화하고 대성한 승려로, 《삼론현의》는 삼론에 대한 체계적 저술이다. 삼론은 인도 중관불교(中觀佛敎)의 대표적 논서인 용수(龍樹)의 《중론》(中論)과 《십이문론》(十二門論) 그리고 용수의 제자인 제바(提婆)의 《백론》(百論)의 세 가지 논을 가리키는 것으로 이 세 가지 논에 입각해 성립된 종파가 삼론종(三論宗)이다.

## 내용
《삼론현의》는 파사(破邪: 사악함을 깨뜨림)가 현정(顯正: 진실을 나타냄)으로 된다는 것을 기본적인 입장 및 특색으로 하고 있다.
제1편의 〈통서대귀(通序大歸)〉는 파사와 현정으로 나뉘어 있다. 파사에서는 외도(外道)의 가르침, 논장(論藏)을 받드는 비담종(毘曇宗)의 학설, 권대승(權大乘: 대승 중의 예비적인 것)으로 지목되는 성실종(成實宗) 학설 등을 비판한다. 현정에 있어서는 삼론종의 시조(始祖) 용수(龍樹)의 출현 이유와,  삼론종이 선양하는 진리의 올바른 관찰을 역설하고 있다.
제2편의 〈별석중품(別釋衆品)〉은 중도(中道) · 이제(二諦) · 무득정관(無得正觀) 등과 같은 삼론에 관한 여러 가지 문제를 설명하여 보이고 있는데, 삼론의 입장에서 본 불교 개론이라 할 수 있다.

## 참고 문헌
- 이 문서에는 다음커뮤니케이션(현 카카오)에서 GFDL 또는 CC-SA 라이선스로 배포한 글로벌 세계대백과사전의 내용을 기초로 작성된 글이 포함되어 있습니다.